# Bystřické hory
Bystřické hory (polsky Góry Bystrzyckie, německy Habelschwerdter Gebirge) jsou pohoří v Kladsku, táhnou se ze severozápadu na jihovýchod paralelně s Orlickými horami na polské straně česko-polské hranice. Od Orlických hor je odděluje nejprve údolí Dušnické Bystřice, potom Divoká Orlice (která v Bystřických horách pramení). Jižní hranice (poté, co Divoká Orlice uhne Zemskou branou do českého vnitrozemí) je nejasná.
Podle polských zdrojů zasahují Bystřické hory v těchto místech jižně od Lesice malou částí na české území. Úlohu dělicího údolí může od Divoké Orlice převzít její přítok (a hraniční potok) Czerwony Strumień. Za přesah Bystřických hor do Čech by tak šel považovat hraniční hřeben mezi Kamieńczykem na polské straně a Mladkovem a Lichkovem (údolím Tiché Orlice) na české. Patří sem hory Kamyk (728 m), Přední hraniční vrch (721 m), Zadní hraniční vrch (713 m) a Dvorský vrch (633 m). Dále na východ už terén klesá do Mladkovského sedla v Kladské kotlině.
Podle českých zdrojů Bystřické hory na české území nezasahují a zmíněný hraniční hřeben je ještě součástí Orlických hor, konkrétně Mladkovské vrchoviny, což přejímá i mapa KČT č. 27. V tom případě by hranici netvořil potok Czerwony Strumień, ale údolí potoka Kamieńczyk.
Nejednoznačný je také nejvyšší vrchol pohoří, za který je nejčastěji považována Jagodna, která též náleží do Koruny hor Polska. Některé zdroje ale za nejvyšší vrchol považují horu Sasanka, údaje o její nadmořské výšce se totiž pohybují mezi 965 a 986 m n. m.